# Nephelomys pectoralis
Nephelomys pectoralis és una espècie de mamífer rosegador de la família dels cricètids. És endèmic de l'oest de Colòmbia. La seva localitat tipus es troba a uns 64 km a l'oest de la ciutat de Popayán, a una altitud de 3.150 msnm. Té una llargada de cap a gropa de 136-166 mm. Fins al 2006 se'l considerà un sinònim d'Oryzomys albigularis. El seu nom específic, pectoralis, significa ‘pectoral’ en llatí.